# Joó Zoltán
Joó Zoltán (Budapest, 1956. december 17. –), táblakép festő.

## Élete, munkássága
Édesapja, dr. Joó Endre, Ikervárról, paraszti környezetből indulva lett jogász, majd két szocialista nagyvállalat vezető jogtanácsosa korai haláláig. Édesanyja Ajtay Ida, Ajtay József közigazgatási bíró és szakíró lánya, több nyelven beszélő nemzetközi ügyintézőként dolgozott nyugdíjazásáig. Hat évvel idősebb bátyja, Joó András, az ELTE pszichológus-matematikus szakán végzett, majd szakmai karrierje mellett egyedi fejlesztések irányítója, vezetője volt, rendszeresen bevonva mérnök testvérét ezekbe a tevékenységekbe.

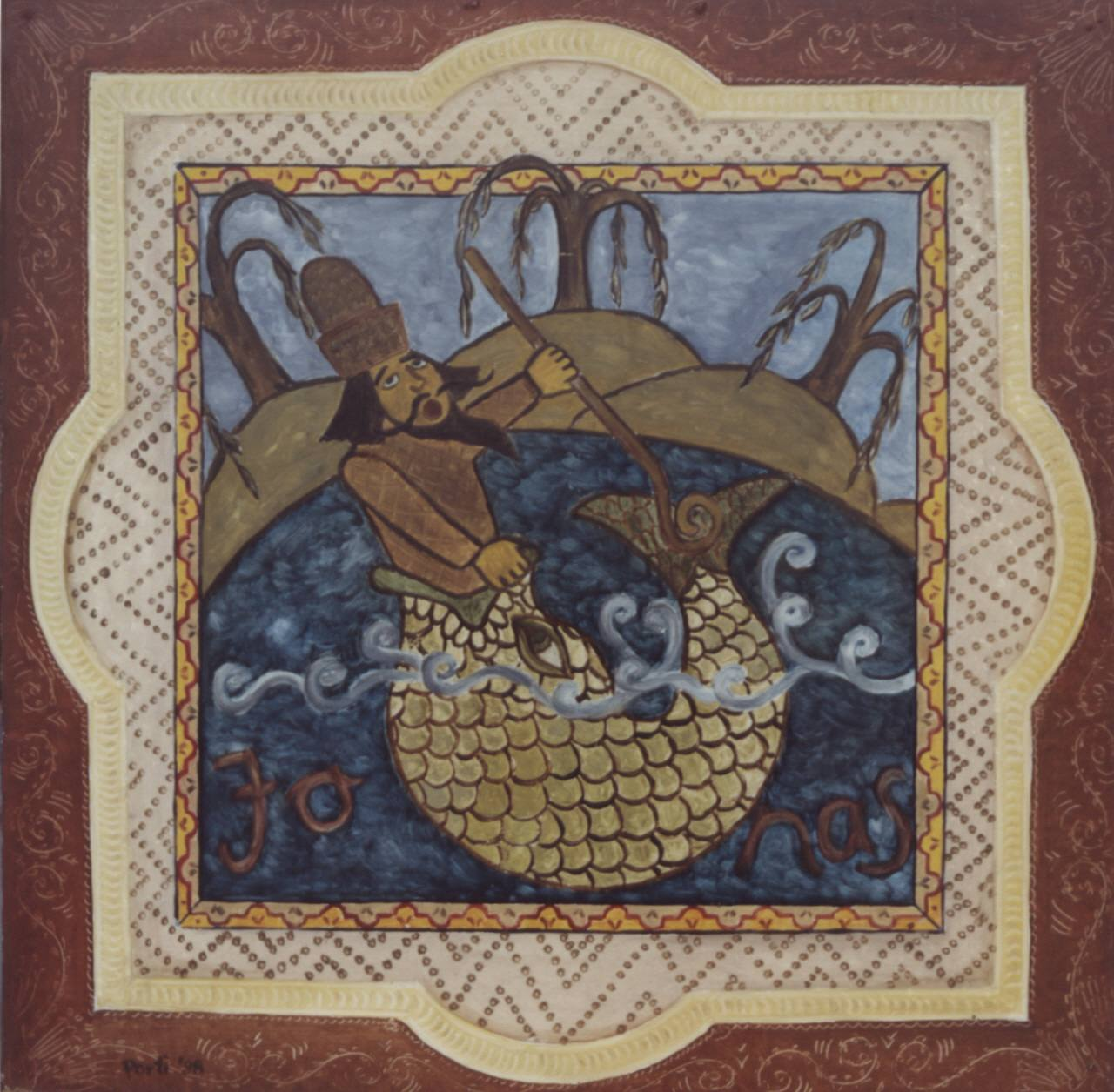
Joó Zoltán: Jónás

Az érettségi után a műszaki pályát választotta. A Budapesti Műszaki Egyetem Építőmérnök karán végzett, mint geodéta mérnök. Később itt szerezte második diplomáját is, mint mérnök-matematikus szakmérnök. A hozzá legközelebb álló professzorai, Dr. Krauter András és Dr. Detrekői Ákos figyelemmel kísérték későbbi művészeti tevékenységét, elfogadva egykori tanítványuk eltávolodását a mérnöki pályától. Mérnöki pályafutását művezetőként kezdte, műszaki és gazdasági vezérigazgató-helyettesként fejezte be. Később dolgozott a közigazgatásban és szakértőként is.
1998-ban feleségével és két ifjú gyerekével elköltözött Budapestről Veresegyházra, ahol megszületett a harmadik gyereke is. Ma is Veresegyházon él és ottani műtermében alkot, élvezve, hogy Veresegyház és vezetője, Pásztor Béla polgármester sokszínű művészeti életet biztosít a város lakóinak, az ide látogatóknak és a művészeknek egyaránt.

A művészeti alkotás iránti elkötelezettségét Péli Tamás festőművésznek köszönheti, aki szűkebb baráti körébe fogadta s így rengeteg időt tölthetett a műtermében. Péli Tamás túl azon, hogy őstehetség volt, a Holland Királyi Művészeti Akadémiát is elvégezte, így különleges szakmai tudás, tapasztalat birtokába is került. Péli Tamástól kapta a Porthos becézéseként a Porti becenevet is, ami egy baráti társasági játékból ragadt rá, ahol ő volt Porthos, Dumas Három testőrének egyike. A „Porti" név lett képeinek szignója is. A hosszú évek együttlétei során ellesett tudás, tapasztalat felhalmozódott, részévé lett, de sokáig nem találta meg az egyéni hangját, amellyel érdemes lett volna kiállni közönség elé. A 90-s évek vége felé ismerkedett meg a Kárpát-medence kazettás mennyezeteivel és festett egy sorozatot ezek ihletésében. Ennek egyik darabjával, a „Terus néne” című képpel vett részt első közös kiállításán. A kiállítást követően kapott komoly szakmai értékelés hatására folytatta festői pályafutását. 

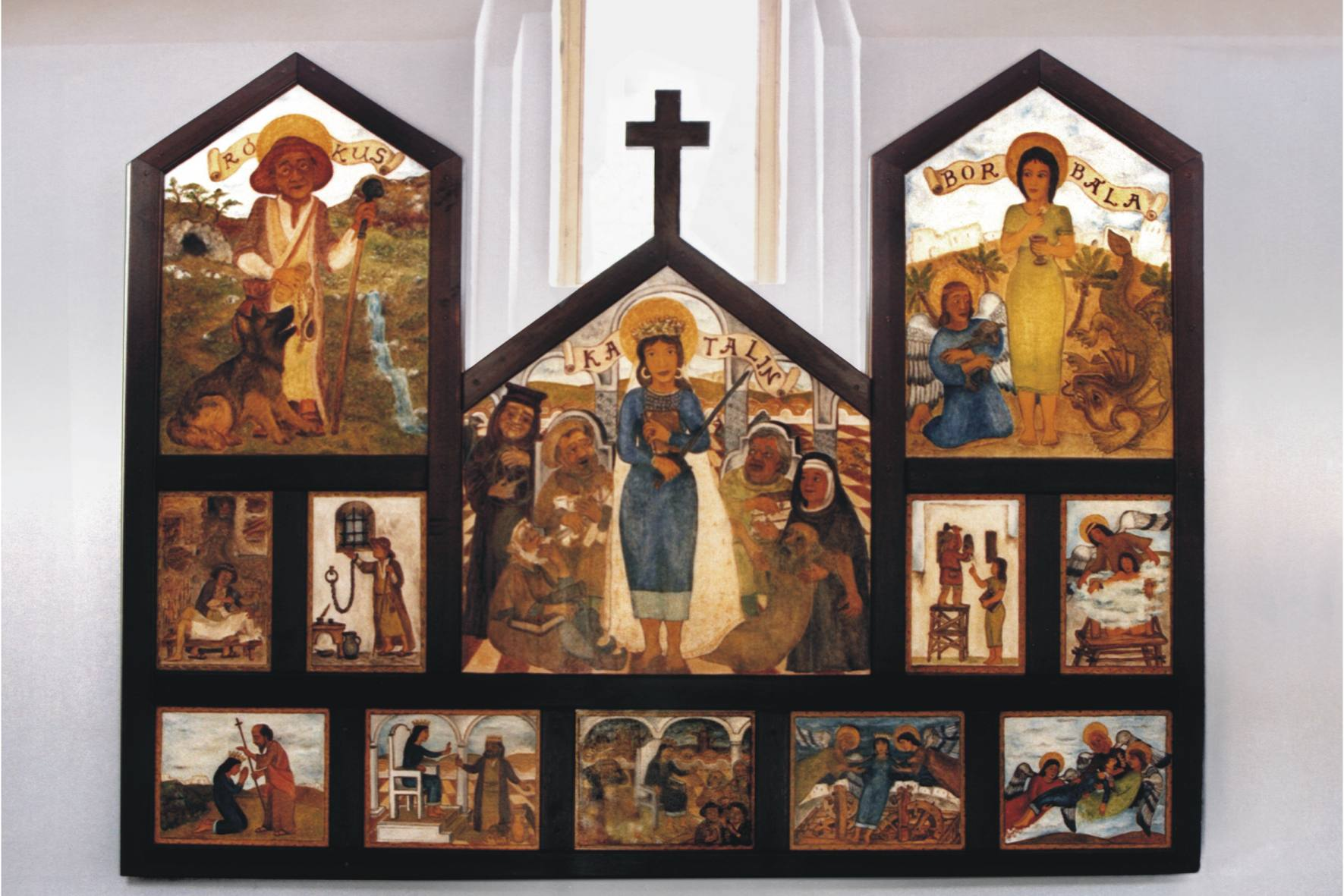
Joó Zoltán: Szent Katalin oltár, Telkibánya

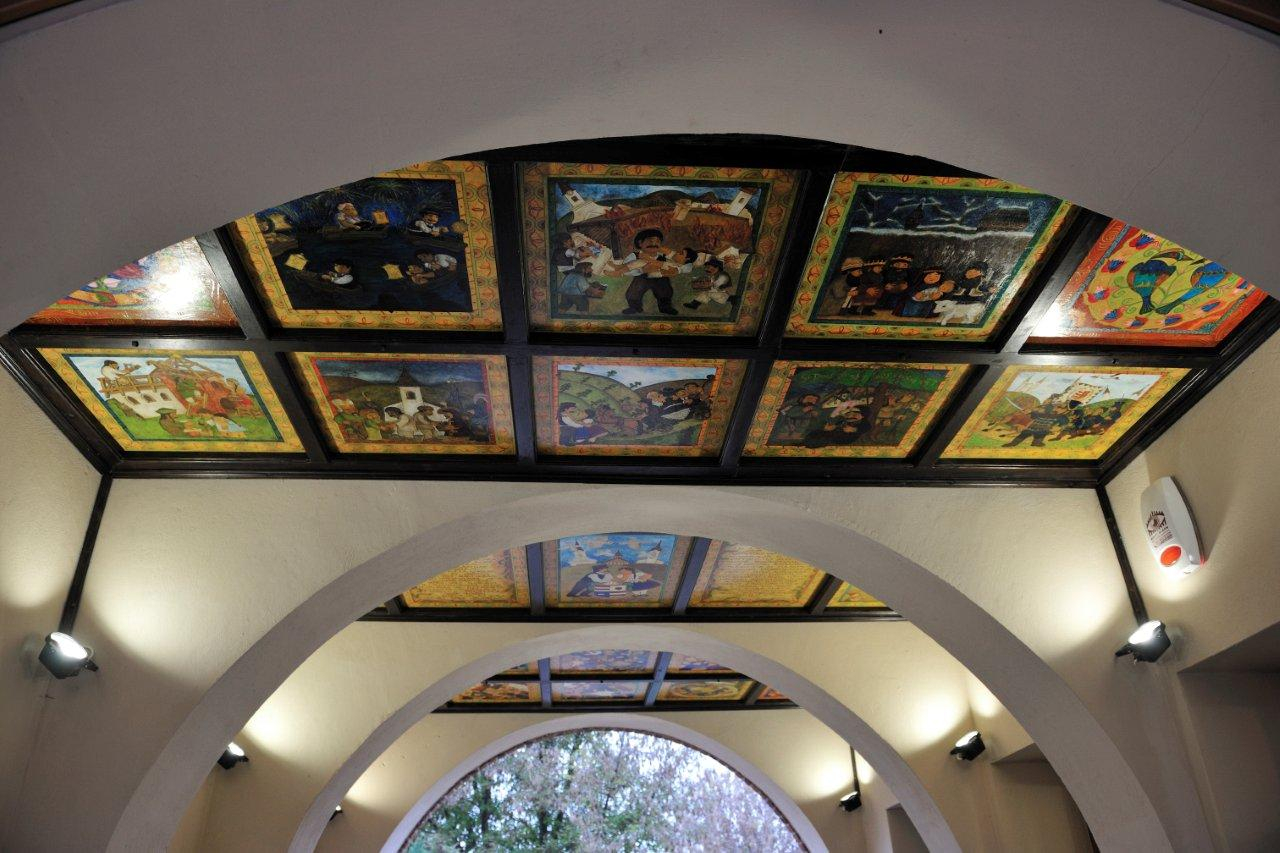
Joó Zoltán: Kazettás mennyezet, Veresegyház, Fő tér

Egységes alkotói szemlélet, gyakran játékos, ironikus megfogalmazás, mesélő kedv jellemzi a különböző technikával és formában készített alkotásait: táblaképeket, festett asztalos szerkezeteket, könyv-, vers- és meseillusztrációkat. Szobrai, faragványai is illeszkednek képei hangulatához, robusztus formáikkal, ironikus ember és állatábrázolásukkal emlékeztetve a román-kori szobrokra. Magabiztosan mozog a számítógépes grafikai eljárások és programok között. Az általa kifejlesztett animált képeskönyv rendszer egyaránt alkalmas lehet az oktatásban történő felhasználásra és a különböző műfajú nyomtatott könyvek kiegészítésére. Jelentős alkotásai a fatáblákra festett Szent István triptichon, az „Arcok és kezek” sorozat és az Ó-Testamentum történeteit feldolgozó sorozata.
Vonzódik a muralista alkotások iránti, ezért mostanában szekkókat, díszítő falfestményeket is készít, egyéni módon alkalmazva és újrafogalmazva ennek az egész világon népszerű műfajnak a témáit.
Több köztéri művészeti alkotást hozott létre.
Az öt négyzetméteres, tölgyfa táblákra festett Szent Katalin oltár a Telkibányán található a Szent Katalin kápolnába készült. Az oltárkép létrejötte meghatározóan két embernek köszönhető, Mester Lászlóné, Icának, Telkibánya polgármester asszonyának és dr. Pintér Jánosnak, aki az oltárkép megvalósításának szellemi atyja és donátora volt.

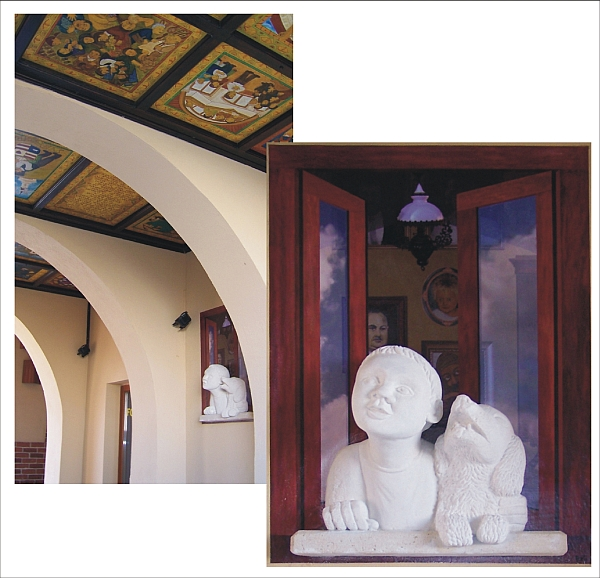
Joó Zoltán: Nézz fel! street art installáció, Veresegyház, Fő tér

A Veresegyházról készített, 20 m² kazettás mennyezet, Veresegyházon, a Fő tér átjárójának mennyezetét díszíti. Ide került egy sajátos, street art alkotása is, egy szobor-falfestmény installáció. 

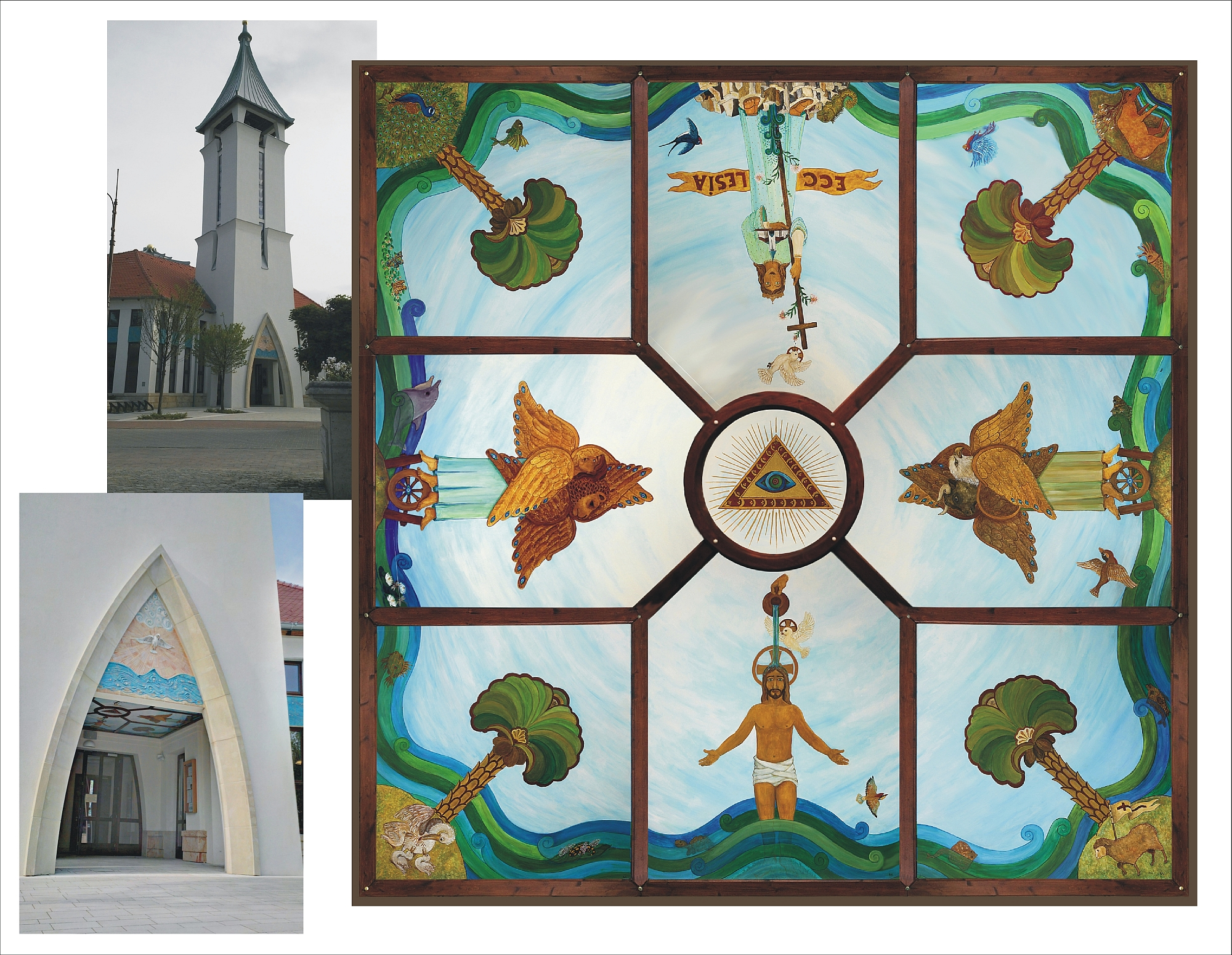
Joó Zoltán: a veresi Szentlélek templom főbejárat feletti mennyezetre készített, 16 m²-s festett, kazettás alkotás

A 2016 májusában felszentelt, veresegyházi Szentlélek templom tornyának mennyezetét díszíti a 16 m²-s kazettás mennyezete, melynek sajátossága, hogy az festményegyüttes ó-testamentumi, őskeresztény és új-testamentumi szimbólum-világát a helyszínre, Veresegyházra utaló szimbólumok egészítik ki. Az alkotás címe: "A Paradicsom éltető vize".
2018-ban megálmodta és elkezdte a veresegyházi "Segítőszentek Zarándokútja" művészeti, spirituális elképzelés megvalósítását. A zarándokút 14 emlékhelyből áll majd elkészülte után, melynek kezdő lépéseként a Mey Hungária Kft. donátori segítségével megvalósította a Szent Wolfgang emlékhelyet.

## Fontosabb kiállítások, események (válogatás)
- 1998 Terus néne; Művelődési Ház, Érd, csoportos kiállítás
- 1999 Festett asztalos szerkezetek, Triptichon, Művelődési Ház, Érd, egyéni kiállítás
- 2000 Bibliai történetek táblaképeken; Regnum Marianum, altemplom, Budapest, egyéni kiállítás
- 2001 Szent Katalin oltár felszentelése; Szent Katalin kápolna, Telkibánya
- 2003 „Arcok és kezek”; Hilton Hotel, Budapest, egyéni kiállítás
- 2010 1998 Kazettás mennyezet Veresegyházról; Fő tér, Veresegyház, az alkotás felavatása
- 2010 Tizenöt év; Udvarház Galéria, Veresegyház, egyéni kiállítás
- 2015 „Nézz fel!" street art köztéri alkotás, Veresegyház, Főtér
- 2016 Kamarakiállítás, Klosterneuburg, Szent Márton templom
- 2016 Szentlélek templom, 16 m²-s kazettás mennyezet, Veresegyház
- 2018 Szent Wolfgang emlékhely, Segítőszentek zarándokútja, Veresegyház

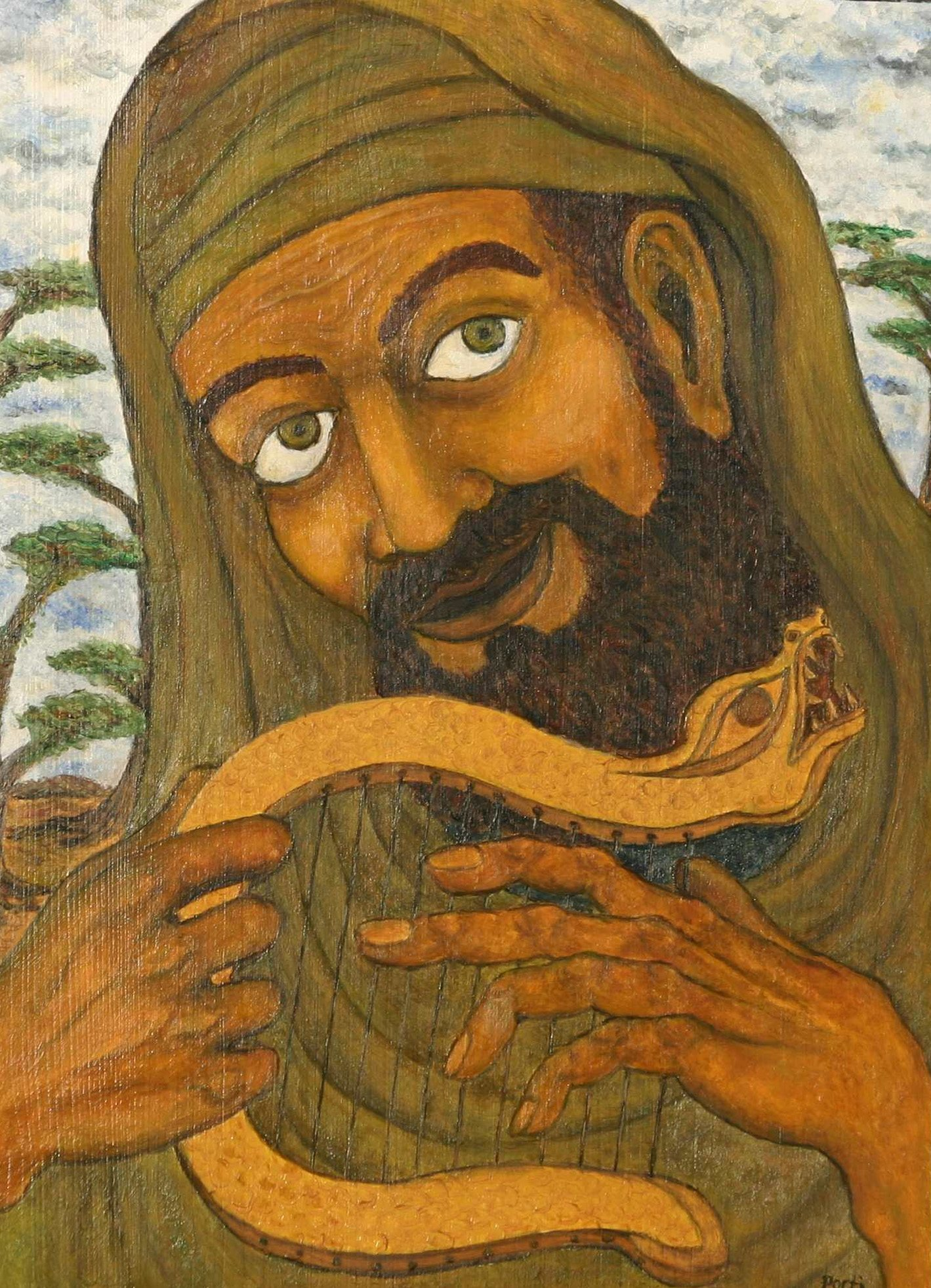
Joó Zoltán: Dávid lanttal

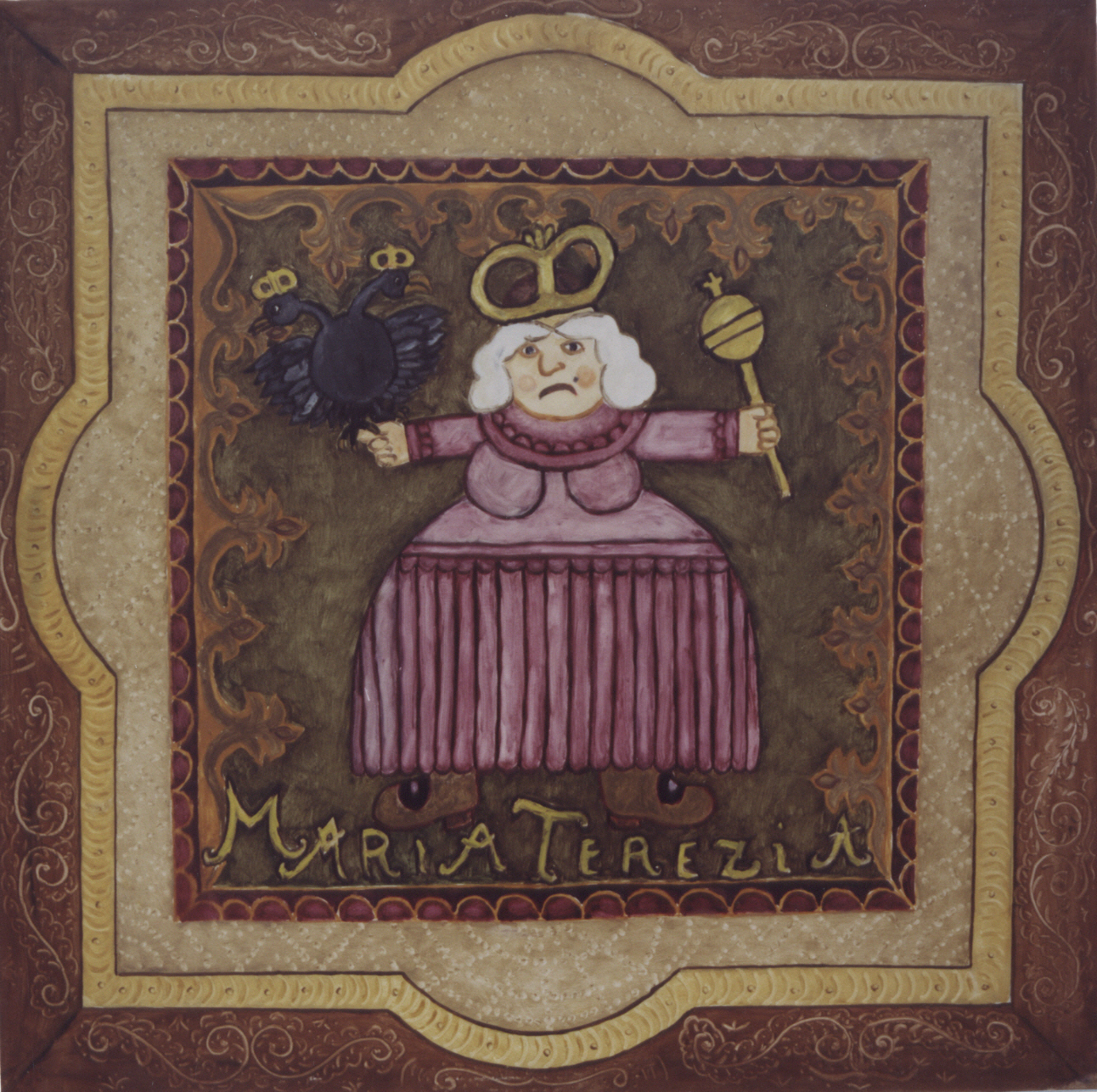
Joó Zoltán: Terus néne

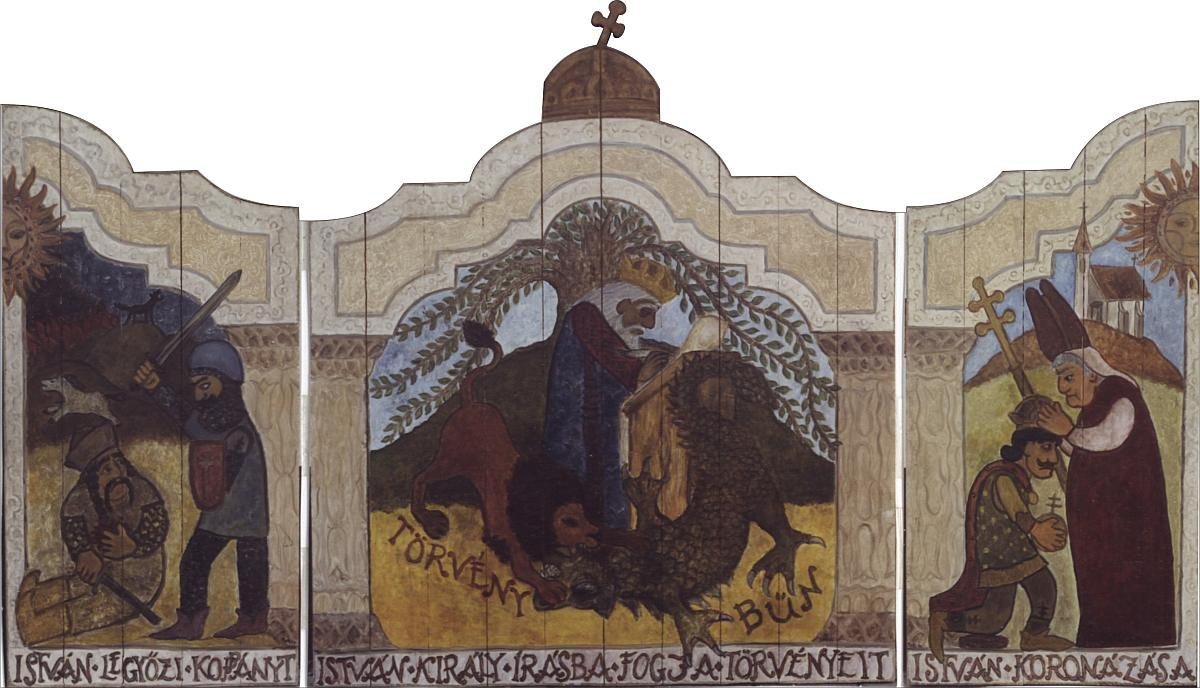
Joó Zoltán: Szent István triptichon; olaj, fatábla

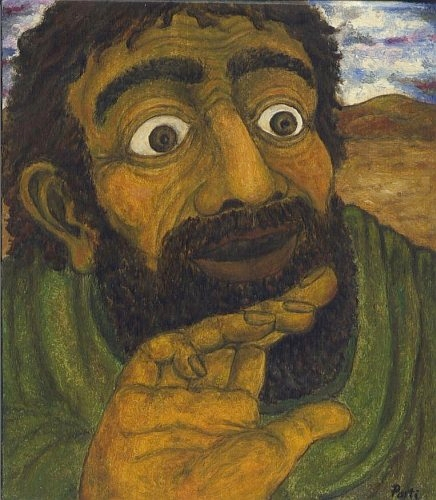
Joó Zoltán: Hitetlen Tamás